# Гершман, Женя
Женя Гершман (англ. Zhenya Gershman, при рождении Евгения Георгиевна Гершман; род. 1975, Москва) — американская художница-портретист. Известна своими «драматическими монументальными портретами знаковых общественных и частных лиц» и интересом к истории искусства.

## Ранний период жизни

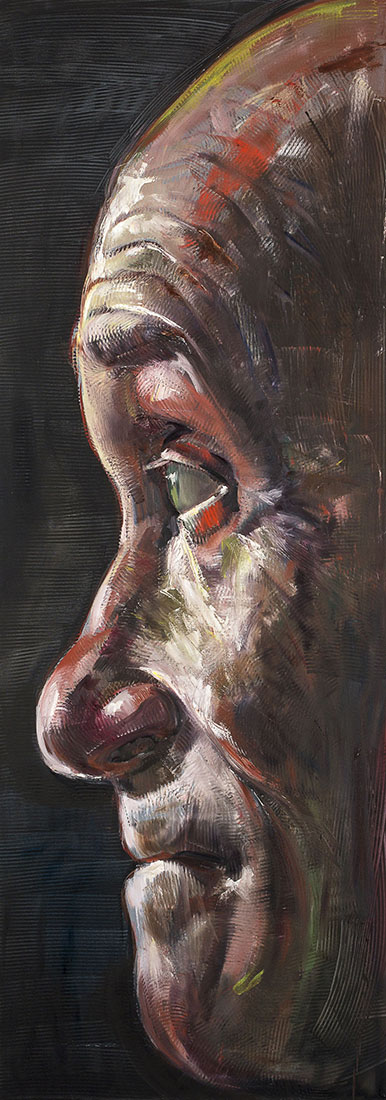
Гравена, 2017 г., холст, масло, 84 х 30 дюймов.

Дед Жени Гершман — Михаил Матусовский, советский поэт-лирик, автор слов к песням «Подмосковные вечера», «Старый клён» и многим другим. Отец — Георгий Гершман, детский врач-гастроэнтеролог, лауреат Государственной премии СССР в области науки и техники (1986).
Свою первую персональную выставку Гершман провела в 14 лет в Ленинграде. Получила степень бакалавра искусств в Колледже искусств и дизайна Отиса с отличием и степень магистра искусств в Колледже дизайна ArtCenter. Первым наставником Гершман был Орест Верейский, позже она училась под руководством Литы Альбукерке.

## Художница

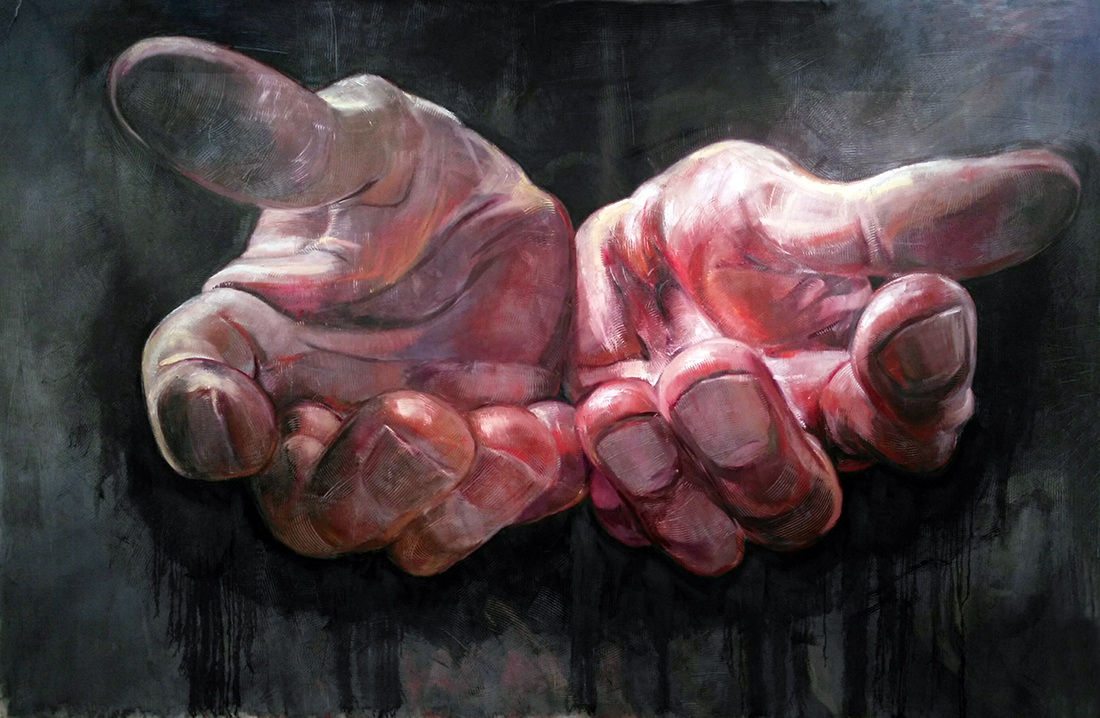
Лифт, 2017, холст, масло, 130 х 98 дюймов.

Портреты Гершман представлены в государственных и частных коллекциях, включая собрания Дугласа Саймона, Ричарда Вайсмана (она включена в книгу «От Пикассо до Попа: Коллекция Ричарда Вайсмана») и Исследовательского института Дж. Пола Гетти. Портрет Стинга является частью постоянной коллекции музея Арте Аль Лимите, который должен открыться в 2017 году в Сантьяго GRAMMY MusiCares выбрала Гершман для создания портретов Брюса Спрингстина и Боба Дилана. Документальный фильм «Художник-модель» демонстрирует новаторский подход Гершман к работе с моделями. В 2000 году Гершман была лауреатом премии ALEX в области визуальных искусств от «Национального альянса» за «выдающиеся достижения, программы заслуженных ученых и художников», представленной арт-критиком Питером Франком который, как цитируется, сказал:

Работы Гершман вызывают в памяти не только Уистлера и Сарджента, но и тех, у кого они черпали вдохновение, — Мане и Веласкеса — мастеров фигуры, которые по-своему избегали банальных буквальностей своих современников для представления, более верного капризам зрения, и (тем самым) динамике человеческого присутствия.
Оригинальный текст (англ.)Gershman’s effort evokes not only Whistler’s and Sargent’s, but that from which they took inspiration, Manet’s and Velazquez’s–masters of the figure who in their own ways avoided the banal literalities of their contemporaries for a rendition truer to the vagaries of vision, and (thereby) to the dynamics of human presence.
— Питер Франк, арт-критик

## Прочее
Помимо своей художественной карьеры, Гершман является независимым ученым и музейным педагогом. Идентификация Гершман фигуры на картине Рембрандта «Даная» как возможного автопортрета обсуждалась в Le Monde.